# カデナ
カデナ（欧字名:Cadenas、2014年3月30日 - ）は、日本の競走馬・種牡馬。主な勝ち鞍は2016年の京都2歳ステークス、2017年の弥生賞、2020年の小倉大賞典。
馬名の意味は、フランス語で「南京錠」。

## 戦績

### デビュー前
2014年3月30日、北海道新ひだか町のグランド牧場で誕生。同年のセレクトセール当歳馬市場においてノースヒルズによって3500万円(税抜)で落札される。牧場時代のカデナについて、グランド牧場の伊藤社長は「物覚えの良い馬で、小ぶりでしたが馬体が柔らかかったので大きく成長させて行けば良い馬になると思っていました。父がディープインパクトということで期待も大きかったです」と回想している。

### 2歳（2016年）
栗東・中竹和也厩舎に入厩。9月10日の新馬戦で武豊を背にデビューし、上がり3F33秒1の末脚を繰り出すも2着となる。2戦目の未勝利戦で勝ち上がると、福永祐一が初騎乗した百日草特別(500万下)では上がり3F33秒4の末脚でアドマイヤミヤビの2着に入った。続く京都2歳ステークスでは直線で大外を一気に突き抜け、2着ヴァナヘイムに1馬身1/4差をつけて重賞初制覇を果たした。

### 3歳（2017年）
始動戦となった弥生賞では「調教の動きからはもう少しかな」と福永が述べるほどの状態ではあったが1番人気に推され、逃げるマイスタイルをゴール前で交わして重賞連勝を果たす。クラシック初戦の皐月賞では牝馬のファンディーナ、共同通信杯勝ち馬スワーヴリチャードに次ぐ3番人気に推されたが、直線で伸びずに9着に沈んだ。福永は敗因として輸送による馬体減と荒れていながら乾いて硬い特殊な馬場状態を挙げた。続く東京優駿(日本ダービー)では後方のまま見せ場なく11着と大敗を喫した。
秋は神戸新聞杯9着、天皇賞（秋）16着と精彩を欠いた。

### 4歳（2018年）
弥生賞と同舞台で行われる中山金杯から始動したが、10着に敗れる。その後はマイル戦に活路を求めるなど試行錯誤がなされるもスランプからの脱却は叶わず、大敗が続いた。

### 5歳（2019年）
休養明けの大阪城ステークスは14着に沈み、続く福島民報杯でも11番人気の評価に留まっていたが、1000m通過57秒4のハイペースで先行勢が総崩れとなる中、後方から追い込んで久々の馬券内となる3着に入った。続く巴賞でも後方から追い込んで2戦続けての3着に好走。5走ぶりの重賞出走となった小倉記念では直線序盤で進路が無くなる場面がありながらラストは鋭く追い込み、勝ち馬メールドグラースにクビ差の2着に食い込んで復調を示した。次戦の新潟記念でも最後方追走から上がり3F最速タイの33秒6の末脚で追い込み、4戦連続馬券内となる3着に入った。次走の天皇賞（秋）は13着に大敗し、この年を終える。

### 6歳（2020年）
前年の福島民報杯以来のコンビとなる鮫島克駿を鞍上に迎えて中山金杯から始動。ここは11着に敗れたものの、続く小倉大賞典では後方待機から直線で外に持ち出し後続に0.3秒差を付ける快勝を飾り、弥生賞以来約3年振りの勝利となった。また、鞍上の鮫島にとっては44回目の騎乗で初のJRA重賞制覇となった。続く大阪杯は12頭立て11番人気での出走となったが、メンバー中最速の上がりで最内から伸びて4着に入る走りを見せた。次走の宝塚記念は12着と惨敗。続く新潟記念はトップハンデ58kgで出走し、後方から追い込むが6着。秋は毎日王冠で4着に入るが、天皇賞（秋）は8着と凡退に終わる。

### 7歳（2021年）
7歳になり、年明けは中山金杯から始動し11着に敗れる。連覇を狙った小倉大賞典は6着に敗れ、連覇とはならず。続く大阪杯は6着に敗れる。最低人気での出走となった安田記念は最後方から上がり3位の脚で追い込むが6着に終わった。続く宝塚記念は騎乗予定だった松山弘平が当日負傷したため、急遽浜中俊に騎乗変更となった。レースは道中最後方から上がり2位の脚を使うも7着に終わった。秋初戦となった毎日王冠は10着と惨敗に終わる。

### 8歳（2022年）
8歳初戦として、初のダート戦となる東海ステークスに出走。12番人気の低評価であったが、5着に入賞した。この後、芝に戻り2月の小倉大賞典では3着と好走する。しかし、その後は凡走が続き、同年10月30日の第166回天皇賞での12着が現役最後のレースとなった。同年11月2日付でJRAの競走馬登録を抹消され、引退後は北海道新ひだか町のアロースタッドで種牡馬となった。

## 競走成績
以下の内容は、netkeiba.comの情報に基づく。
| 競走日     | 競馬場 | 競走名        | 格      | 距離（馬場）  | 頭 数 | 枠 番 | 馬 番 | オッズ （人気） | 着順 | タイム （上がり3F） | 着差 | 騎手      | 斤量 [kg] | 1着馬（2着馬）     | 馬体重 [kg] |
| ---------- | ------ | ------------- | ------- | ------------- | ----- | ----- | ----- | --------------- | ---- | ------------------- | ---- | --------- | --------- | ------------------ | ----------- |
| 2016.09.10 | 阪神   | 2歳新馬       |         | 芝1600m（良） | 10    | 1     | 1     | 003.10（2人）   | 02着 | R1:38.5（33.1）     | -0.0 | 0武豊     | 54        | シグルーン         | 454         |
| 0000.10.01 | 阪神   | 2歳未勝利     |         | 芝1800m（稍） | 16    | 8     | 15    | 001.70（1人）   | 01着 | R1:49.1（35.0）     | -0.1 | 0武豊     | 55        | （ガンサリュート） | 458         |
| 0000.11.06 | 東京   | 百日草特別    | 500万下 | 芝2000m（良） | 11    | 1     | 1     | 005.70（3人）   | 02着 | R2:03.5（33.4）     | -0.1 | 0福永祐一 | 55        | アドマイヤミヤビ   | 458         |
| 0000.11.26 | 京都   | 京都2歳S      | GIII    | 芝2000m（良） | 10    | 3     | 3     | 003.80（3人）   | 01着 | R2:02.6（33.6）     | -0.2 | 0福永祐一 | 55        | （ヴァナヘイム）   | 460         |
| 2017.03.05 | 中山   | 弥生賞        | GII     | 芝2000m（良） | 12    | 8     | 11    | 003.30（1人）   | 01着 | R2:03.2（34.6）     | -0.1 | 0福永祐一 | 56        | （マイスタイル）   | 460         |
| 0000.04.16 | 中山   | 皐月賞        | GI      | 芝2000m（良） | 18    | 2     | 4     | 007.20（3人）   | 09着 | R1.58.3（34.4）     | -0.5 | 0福永祐一 | 57        | アルアイン         | 452         |
| 0000.05.28 | 東京   | 東京優駿      | GI      | 芝2400m（良） | 18    | 7     | 13    | 017.10（8人）   | 11着 | R2:27.7（33.5）     | -0.8 | 0福永祐一 | 57        | レイデオロ         | 454         |
| 0000.09.24 | 阪神   | 神戸新聞杯    | GII     | 芝2400m（良） | 14    | 7     | 11    | 015.60（6人）   | 09着 | R2:25.9（35.1）     | -1.3 | 0福永祐一 | 56        | レイデオロ         | 464         |
| 0000.10.29 | 東京   | 天皇賞（秋）  | GI      | 芝2000m（不） | 18    | 8     | 16    | 147.4（17人）   | 16着 | R2:15.8（44.9）     | -7.5 | 0福永祐一 | 56        | キタサンブラック   | 466         |
| 2018.01.06 | 中山   | 中山金杯      | GIII    | 芝2000m（良） | 17    | 8     | 17    | 015.70（5人）   | 10着 | R2:00.3（34.7）     | -0.5 | 0福永祐一 | 56        | セダブリランテス   | 468         |
| 0000.02.04 | 東京   | 東京新聞杯    | GIII    | 芝1600m（良） | 16    | 7     | 13    | 043.3（10人）   | 14着 | R1.34.9（34.0）     | -0.8 | 0福永祐一 | 56        | リスグラシュー     | 462         |
| 0000.04.22 | 京都   | マイラーズC   | GII     | 芝1600m（良） | 14    | 8     | 13    | 083.70（9人）   | 14着 | R1:33.4（35.7）     | -2.1 | 0幸英明   | 56        | サングレーザー     | 470         |
| 0000.07.15 | 函館   | 函館記念      | GIII    | 芝2000m（良） | 15    | 2     | 2     | 040.4（11人）   | 11着 | R2:00.6（34.8）     | -0.8 | 0藤岡康太 | 56        | エアアンセム       | 470         |
| 0000.11.17 | 京都   | アンドロメダS | OP      | 芝2000m（良） | 15    | 6     | 10    | 027.50（9人）   | 07着 | R2:01.0（33.9）     | -0.6 | 0北村友一 | 56        | ドレッドノータス   | 480         |
| 2019.03.03 | 阪神   | 大阪城S       | L       | 芝1800m（良） | 15    | 1     | 1     | 021.5（10人）   | 14着 | R1:47.7（36.5）     | -1.6 | 0藤岡佑介 | 56        | スピリッツミノル   | 488         |
| 0000.04.14 | 福島   | 福島民報杯    | L       | 芝2000m（良） | 15    | 4     | 7     | 033.7（11人）   | 03着 | R1:58.8（36.0）     | -0.2 | 0鮫島克駿 | 56        | レッドローゼス     | 476         |
| 0000.06.30 | 函館   | 巴賞          | OP      | 芝1800m（稍） | 16    | 6     | 12    | 019.40（9人）   | 03着 | R1:47.5（35.3）     | -0.1 | 0藤岡佑介 | 56        | スズカデヴィアス   | 484         |
| 0000.08.04 | 小倉   | 小倉記念      | GIII    | 芝2000m（良） | 13    | 6     | 9     | 016.80（6人）   | 02着 | R1:58.8（34.7）     | -0.0 | 0北村友一 | 56        | メールドグラース   | 474         |
| 0000.09.01 | 新潟   | 新潟記念      | GIII    | 芝2000m（良） | 18    | 3     | 6     | 014.20（8人）   | 03着 | R1:57.8（33.6）     | -0.3 | 0武藤雅   | 57        | ユーキャンスマイル | 478         |
| 0000.10.27 | 東京   | 天皇賞（秋）  | GI      | 芝2000m（良） | 16    | 1     | 1     | 126.0（10人）   | 13着 | R1:58.4（34.7）     | -2.2 | 0藤岡佑介 | 58        | アーモンドアイ     | 472         |
| 2020.01.05 | 中山   | 中山金杯      | GIII    | 芝2000m（良） | 17    | 8     | 15    | 020.10（7人）   | 11着 | R2:00.1（34.8）     | -0.6 | 0鮫島克駿 | 57        | トリオンフ         | 474         |
| 0000.02.23 | 小倉   | 小倉大賞典    | GIII    | 芝1800m（良） | 14    | 2     | 2     | 018.10（4人）   | 01着 | R1:48.3（35.1）     | -0.3 | 0鮫島克駿 | 57        | （ドゥオーモ）     | 474         |
| 0000.04.05 | 阪神   | 大阪杯        | GI      | 芝2000m（良） | 12    | 8     | 11    | 068.2（11人）   | 04着 | R1:58.6（33.5）     | -0.2 | 0鮫島克駿 | 57        | ラッキーライラック | 486         |
| 0000.06.28 | 阪神   | 宝塚記念      | GI      | 芝2200m（稍） | 18    | 8     | 17    | 082.50（9人）   | 12着 | R2:16.8（38.5）     | -3.3 | 0鮫島克駿 | 58        | クロノジェネシス   | 486         |
| 0000.09.06 | 新潟   | 新潟記念      | GIII    | 芝2000m（良） | 18    | 7     | 14    | 011.80（6人）   | 06着 | R2:00.2（32.3）     | -0.3 | 0鮫島克駿 | 58        | ブラヴァス         | 476         |
| 0000.10.11 | 東京   | 毎日王冠      | GII     | 芝1800m（稍） | 11    | 8     | 10    | 025.00（6人）   | 04着 | R1:46.1（34.2）     | -0.6 | 0三浦皇成 | 56        | サリオス           | 476         |
| 0000.11.01 | 東京   | 天皇賞（秋）  | GI      | 芝2000m（良） | 12    | 2     | 2     | 146.1（11人）   | 08着 | R1:59.2（33.9）     | -1.4 | 0田辺裕信 | 58        | アーモンドアイ     | 478         |
| 2021.01.05 | 中山   | 中山金杯      | GIII    | 芝2000m（良） | 17    | 3     | 6     | 013.50（6人）   | 11着 | R2:01.8（34.6）     | -0.9 | 0三浦皇成 | 58        | ヒシイグアス       | 480         |
| 0000.02.21 | 小倉   | 小倉大賞典    | GIII    | 芝1800m（良） | 16    | 1     | 1     | 012.50（5人）   | 06着 | R1:46.0（34.7）     | -0.5 | 0菅原明良 | 58        | テリトーリアル     | 476         |
| 0000.04.04 | 阪神   | 大阪杯        | GI      | 芝2000m（重） | 13    | 7     | 10    | 182.5（11人）   | 06着 | R2:03.0（37.2）     | -1.4 | 0鮫島克駿 | 57        | レイパパレ         | 484         |
| 0000.06.06 | 東京   | 安田記念      | GI      | 芝1600m（良） | 14    | 6     | 10    | 167.9（14人）   | 06着 | R1:32.2（33.2）     | -0.5 | 0武豊     | 58        | ダノンキングリー   | 480         |
| 0000.06.27 | 阪神   | 宝塚記念      | GI      | 芝2200m（良） | 13    | 6     | 8     | 074.00（8人）   | 07着 | R2:12.2（34.9）     | -1.3 | 0浜中俊   | 58        | クロノジェネシス   | 482         |
| 0000.10.10 | 東京   | 毎日王冠      | GII     | 芝1800m（良） | 13    | 5     | 6     | 039.4（10人）   | 10着 | R1:45.8（33.8）     | -1.0 | 0田辺裕信 | 56        | シュネルマイスター | 476         |
| 0000.10.31 | 東京   | 天皇賞（秋）  | GI      | 芝2000m（良） | 16    | 1     | 2     | 257.8（15人）   | 16着 | R1:59.7（33.8）     | -1.8 | 0田辺裕信 | 58        | エフフォーリア     | 478         |
| 2022.01.23 | 中京   | 東海S         | GII     | ダ1800m（良） | 16    | 4     | 8     | 052.0（12人）   | 05着 | R1:52.2（37.2）     | -0.5 | 0和田竜二 | 56        | スワーヴアラミス   | 494         |
| 0000.02.20 | 小倉   | 小倉大賞典    | GIII    | 芝1800m（稍） | 16    | 4     | 7     | 017.20（8人）   | 03着 | R1:49.5（35.1）     | -0.3 | 0泉谷楓真 | 57.5      | アリーヴォ         | 484         |
| 0000.03.27 | 中山   | マーチS       | GIII    | ダ1800m（重） | 16    | 7     | 13    | 017.90（8人）   | 05着 | R1:51.2（37.3）     | -1.0 | 0三浦皇成 | 57.5      | メイショウハリオ   | 474         |
| 0000.04.17 | 阪神   | アンタレスS   | GIII    | ダ1800m（良） | 16    | 2     | 3     | 028.90（8人）   | 06着 | 01:51.0（36.6）     | -0.5 | 0池添謙一 | 57        | オメガパフューム   | 482         |
| 0000.05.21 | 中京   | 平安S         | GIII    | ダ1900m（良） | 16    | 1     | 1     | 035.00（9人）   | 08着 | R1:58.4（36.2）     | -1.4 | 0武豊     | 57        | テーオーケインズ   | 488         |
| 0000.07.24 | 小倉   | 中京記念      | GIII    | 芝1800m（良） | 16    | 7     | 13    | 017.30（8人）   | 06着 | R1:46.3（33.9）     | -0.4 | 0今村聖奈 | 57.5      | ベレヌス           | 478         |
| 0000.08.14 | 小倉   | 小倉記念      | GIII    | 芝2000m（良） | 15    | 5     | 10    | 015.70（8人）   | 07着 | R1:58.7（35.3）     | -1.3 | 0今村聖奈 | 57.5      | マリアエレーナ     | 478         |
| 0000.10.30 | 東京   | 天皇賞（秋）  | GI      | 芝2000m（良） | 15    | 8     | 15    | 286.9（15人）   | 12着 | R1:58.4（33.2）     | -0.9 | 0三浦皇成 | 58        | イクイノックス     | 478         |

## 血統表
| カデナの血統                                    | カデナの血統                                           | カデナの血統         | （血統表の出典）     | （血統表の出典） |
| 父系                                            | サンデーサイレンス系                                   | サンデーサイレンス系 | サンデーサイレンス系 | [ § 2 ]          |
| 父 ディープインパクト 2002 鹿毛                 | 父の父*サンデーサイレンス Sunday Silence 1986 青鹿毛   | Halo                 | Hail to Reason       | Hail to Reason   |
| 父 ディープインパクト 2002 鹿毛                 | 父の父*サンデーサイレンス Sunday Silence 1986 青鹿毛   | Halo                 | Cosmah               |                  |
| 父 ディープインパクト 2002 鹿毛                 | 父の父*サンデーサイレンス Sunday Silence 1986 青鹿毛   | Wishing Well         | Understanding        | Understanding    |
| 父 ディープインパクト 2002 鹿毛                 | 父の父*サンデーサイレンス Sunday Silence 1986 青鹿毛   | Wishing Well         | Mountain Flower      |                  |
| 父 ディープインパクト 2002 鹿毛                 | 父の母*ウインドインハーヘア Wind in Her Hair 1991 鹿毛 | Alzao                | Lyphard              | Lyphard          |
| 父 ディープインパクト 2002 鹿毛                 | 父の母*ウインドインハーヘア Wind in Her Hair 1991 鹿毛 | Alzao                | Lady Rebecca         |                  |
| 父 ディープインパクト 2002 鹿毛                 | 父の母*ウインドインハーヘア Wind in Her Hair 1991 鹿毛 | Burghclere           | Busted               | Busted           |
| 父 ディープインパクト 2002 鹿毛                 | 父の母*ウインドインハーヘア Wind in Her Hair 1991 鹿毛 | Burghclere           | Highclere            |                  |
| 母 *フレンチリヴィエラ French Riviera 1999 栗毛 | 母の父*フレンチデピュティ French Deputy 1992 栗毛      | Deputy Minister      | Vice Regent          | Vice Regent      |
| 母 *フレンチリヴィエラ French Riviera 1999 栗毛 | 母の父*フレンチデピュティ French Deputy 1992 栗毛      | Deputy Minister      | Mint Copy            |                  |
| 母 *フレンチリヴィエラ French Riviera 1999 栗毛 | 母の父*フレンチデピュティ French Deputy 1992 栗毛      | Mitterand            | Hold Your Peace      | Hold Your Peace  |
| 母 *フレンチリヴィエラ French Riviera 1999 栗毛 | 母の父*フレンチデピュティ French Deputy 1992 栗毛      | Mitterand            | Laredo Lase          |                  |
| 母 *フレンチリヴィエラ French Riviera 1999 栗毛 | 母の母Actinella 1990 鹿毛                              | Seattle Slew         | Bold Reasoning       | Bold Reasoning   |
| 母 *フレンチリヴィエラ French Riviera 1999 栗毛 | 母の母Actinella 1990 鹿毛                              | Seattle Slew         | My Charmer           |                  |
| 母 *フレンチリヴィエラ French Riviera 1999 栗毛 | 母の母Actinella 1990 鹿毛                              | Aerturas             | *マナード            | *マナード        |
| 母 *フレンチリヴィエラ French Riviera 1999 栗毛 | 母の母Actinella 1990 鹿毛                              | Aerturas             | Amiel                |                  |
| 母系(F-No.)                                     | 1号族(FN:1-l)                                          | 1号族(FN:1-l)        | 1号族(FN:1-l)        | [ § 3 ]          |
| 5代内の近親交配                                 | Northern Dancer 5×5                                    | Northern Dancer 5×5  | Northern Dancer 5×5  | [ § 4 ]          |
| 出典                                            | 1. 2. 3. 4.                                            | 1. 2. 3. 4.          | 1. 2. 3. 4.          | 1. 2. 3. 4.      |

- 母フレンチリヴィエラは現役時代米国で走り、G3・1勝を含む6戦4勝の成績を残している[5]。
- 半兄スズカコーズウェイは2009年京王杯スプリングカップの勝ち馬[5]。